# شاریپوو
شاریپوو (به لاتین: Sharipovo) یک منطقهٔ مسکونی در روسیه است که در باشقیرستان واقع شده‌است.